# 瓜伊蒂爾德阿科斯塔區
瓜伊蒂爾德阿科斯塔區（西班牙語：Guaitil），是哥斯達黎加的一個區，位於該國中部聖何塞省，始建於1910年10月27日，面積43.88平方公里，海拔高度1,030米，2011年人口2,406，人口密度每平方公里54.83人。